# Некроза
Некроза (од грчког νεκρός-necros, мртав) назив је за патолошки процес који се карактерише прераном смрћу ћелија у ткиву или органу у још увек живе особе. Некроза је увек патолошки тип ћелијске смрти након абнормалних стресова, као што су исхемија, инфекција или хемијске и физичке повреде. Разликује се од апоптозе, која представља природно узроковану ћелијску смрт. Док апоптоза често има позитивне ефекте на организам, некроза је готово увек штетна, а може бити и фатална.
Ћелије које умиру услед некрозе обично не шаљу исте хемијске сигнале имунском систему као што то чине ћелије које пролазе кроз апоптозу. Ово спречава фагоците да лоцирају и спроведу фагоцитозу над мртвим ћелијама, што води до нагомилавања мртвог ткива и остатака ћелија на и око места ћелијске смрти. Због овога је често неопходно да се некротично ткиво уклони хируршким путем.

## Узроци
Ћелијску некрозу могу да изазову бројни спољашњи узрочници, као што су повреда, инфекција, канцер, инфаркт, отров и запаљење. На пример, инфаркт (блокада дотока крви у мишићно ткиво) узрокује некрозу мишићног ткива услед недостатка кисеоника у погођеној ћелији, као на пример код инфаркта миокарда -- срчаног удара. Отрови одређених паука и змија могу да изазову некрозу ткива око места уједа. Такође, некрозу може да изазове инфекција стрептокока групе А (једна од такозваних бактерија које изједају месо).
Некротичко ткиво не пролази кроз исте хемијске реакције као нормално умируће апоптичко ткиво. Изненадно отказивање једног дела ћелије окида такозвану каскаду догађаја. Осим одсуства сигнала имунском систему, ћелије које пролазе кроз некрозу могу да испуштају штетне хемикалије у околно ткиво. На пример, ћелије садрже мале органеле, лизозоме, које су у стању да сваре ћелијски материјал. Оштећење мембране лизозома може да доведе до отпуштања ензима који се у њему налазе, и тиме до уништења других делова ћелије. Још горе, када овакви ензими буду отпуштени из ћелије могу да изазову ланчану реакцију даљих ћелијских смрти. Ако довољна количина повезаног ткива подлегне некрози, стање се назива гангреном. Исправна нега и лечење рана насталих од животињских уједа играју кључну улогу у спречавању овог типа раширене некрозе. Током хируршке биопсије, ова некротичка ланчана реакција се заустава фиксацијом или замрзавањем.
Некроза типично почиње ћелијским надимањем, варењем хроматина, дисрупцијом ћелијске мембране и мембрана органела. Касну некрозу одликује екстензивна хидролиза ДНК, вакуолација ендоплазматичног ретикулума, распад органела и лиза ћелије. Отпуштање интрацелуларног садржаја након пробијања ћелијске мембране је узрок запаљења током некрозе.

## Морфолошке шеме
Може да се разликује седам морфолошких шема некрозе:
- Коагулативна некроза се обично јавља у хипоксичним (низак ниво кисеоника) срединама, као код инфаркта. Обриси ћелија остају након ћелијске смрти, и могу се посматрати светлосним микроскопом.
- Ликуефактивна некроза је обично повезана са ћелијским уништењем и стварањем гноја (на пример током пнеумоније). Ово је типично бактеријска или понекад гљивична инфекција услед њихове способности да стимулишу инфламаторну реакцију. Необично је да исхемија (спречавање дотока крви) у мозгу производи ликуефактивну а не коагулативну некрозу, услед недостатка значајније количине строма.
- Гуматозна некроза је ограничена на некрозу која укључује спирохеталне инфекције (на пример сифилис).
- Хеморагична некроза настаје услед блокаде венског одвода из органа или ткива (на пример услед тестикуларне торзије).
- Казеозна некроза је специфичан облик коагулативне некрозе који типично узрокују микобактерије (на пример туберкулоза), гљивице, и неке стране супстанце. Може да се посматра као комбинација коагулативне и ликуефактивне некрозе.
- Некроза масног ткива настаје од дејства липаза на масна ткива (на пример акутни панкреатитис, или некроза ткива груди).
- Фибриноидна некроза је узрокована имунски-насталим васкуларним оштећењима.

## Лечење
Лечење некрозе се типично састоји од два различита процеса. Обично прво мора да се санира узрок који је довео до некрозе, пре него што се поведе рачуна о самом умрлом ткиву. На пример, жртва уједа паука или змије ће прво примити противотров како би се зауставило ширење токсина, док ће инфицирани пацијент примити антибиотике.
Након што је почетни узрок некрозе одстрањен, некротично ткиво свеједно остаје у телу. Не долази до реакција имунског система на апоптозу у виду аутоматског разлагања и рециклирања ћелијског материјала.
Стандардна терапија која се примењује у случају некрозе (ране, декубитис, опекотине итд) је хируршко одстрањивање некротичног ткива. У зависности од степена некрозе, ово може да варира од одстрањивања малих делова коже до потпуне ампутације захваћених екстремитета или органа. Друга опција је хемијско уклањање помоћу ензимског разлажућег агенса. У извесним случајевима, посебна терапија црвима је коришћена са добрим резултатима.